# بافلو خنايكين
بافلو خنايكين (بالأوكرانية: Павло Вікторович Хникін)‏ (ولد في 5 أبريل 1969) هو سباح حر سابق من فينيتسا ، أوكرانيا . ولد في سفيردلوفسك ، روسيا الاتحادية الاشتراكية السوفياتية .
شارك في أربعة أولمبياد صيفية متتالية، ابتداءً من عام 1992 لفريق موحد. فاز بالميدالية الفضية في سباق 4 × 100 رجال   م تتابع حرة في دورة الألعاب الاولمبية الصيفية 1992 ، جنبا إلى جنب مع جينادي بريجودا ‏ ، يوري باشكاتوف ‏ وألكسندر بوبوف .

## روابط خارجية
- بافلو خنايكين على موقع الاتحاد الدولي للسباحة (الإنجليزية)
- بافلو خنايكين على موقع SwimRankings.net (الإنجليزية)
- بافلو خنايكين على موقع أوليمبيديا (الإنجليزية)